# A proposito di Steve
A proposito di Steve (All About Steve) è un film del 2009 diretto da Phil Traill, ed interpretato da Sandra Bullock, Bradley Cooper e Thomas Haden Church.
Il film è uscito negli Stati Uniti il 4 settembre 2009 e in Italia il 25 giugno 2010. Il titolo del film è un gioco di parole dal titolo originale del film del 1950 Eva contro Eva (All About Eve).

## Trama
Mary Horowitz è una creatrice di cruciverba per una rivista californiana. Nonostante la mente brillante, ha una scarsa vita sociale. I suoi genitori decidono di organizzarle un appuntamento al buio. Le aspettative di Mary sono basse, tuttavia rimane sorpresa quando conosce l'affascinante Steve Miller, che lavora come cameraman per il notiziario della CCN. Per Mary è un colpo di fulmine, ma i sentimenti da parte di Steve non sono ricambiati. Già in macchina Mary tenta un approccio intimo con Steve, ma non riesce per la sua goffaggine.
Mary crede che lui sia la sua anima gemella e crea addirittura un cruciverba intitolato Tutto su Steve, che fa infuriare il suo capo a tal punto da causare il suo licenziamento. Anche Steve è stupito di leggere quel cruciverba. Dopo essere stata licenziata, Mary decide di seguire Steve in tutti i suoi spostamenti lavorativi: in viaggio per Tucson, Mary infastidisce così tanto i passeggeri con il suo parlare a raffica che l'autista dell'autobus la abbandona in una stazione di servizio. Accetta così un passaggio da un camionista, Norman. Ma, una volta arrivata lì, i giornalisti sono già andati in Oklahoma verso una nuova notizia. Mary riparte per raggiungerlo e finalmente lo trova, ma Steve è scioccato e tenta di farle capire che  lui non l'ha mai invitata a raggiungerlo.
Intanto Hughes, collega di Steve, cerca di conoscere Mary perché spera di utilizzare la sua conoscenza enciclopedica per ottenere una promozione come anchorman della sua rete. Hughes inganna Mary dicendole che Steve prova dei sentimenti per lei ma ha solo paura di esprimerli: Steve e Hughes litigano ed arrivano alle mani perché Steve capisce che dietro l'insistenza di Mary c'è lui.
La troupe riparte per Galveston, in Texas, dove c'è un uragano, e di nuovo Mary si mette in viaggio per raggiungere la sua anima gemella grazie al passaggio di Elizabeth e Howard. Per strada, finiscono proprio nell'occhio dell'uragano e per salvarsi decidono di rifugiarsi nelle fognature.
Steve intanto diventa paranoico, comincia ad avere paura di trovarsi di nuovo Mary dietro a lui; indossa così un travestimento. Nel frattempo lei, grazie a una soffiata di Hughes, riesce ad arrivare a Silver Plum, dove la troupe si sta recando per documentare il salvataggio di un gruppo di bambini sordi caduti in una buca formatasi improvvisamente nel terreno. Quando sembra che tutti i bambini siano in salvo, Mary, mentre sta correndo verso Steve, cade accidentalmente nel buco della miniera e scopre che, intrappolata con lei, c'è ancora una bambina sorda: questa scoperta la fa subito apparire come un'eroina agli occhi di chi era venuto ad assistere. Il dirigente della CCN fiuta lo scoop e vuole che Steve parli commosso della ragazza, così da aumentare gli ascolti.
Steve inizialmente si rifiuta; poi però, vedendo che come tutti la dipingono e come manifestano perché la tirino fuori, comincia a rendersi conto che Mary, nel suo modo unico, è una bella persona e dice infine che lei non ha cattive intenzioni, pur agendo in quel suo modo speciale.

## Produzione
La produzione è iniziata nel luglio 2007.
Parti del film sono state girate alla Mayfield Senior School di Pasadena (California). Le scene nella miniera sono state girate al Walt Disney Company's Golden Oak Ranch di Canyon Country, California.
Originariamente previsto per il 6 marzo 2009, il film non è uscito fino al 4 settembre 2009.

## Distribuzione

### Edizione home video
A Proposito di Steve è diventato disponibile in DVD e Blu-ray il 22 dicembre 2009.

## Accoglienza

### Incassi
A Proposito di Steve nel week-end d'apertura è arrivato al 3º posto, dietro a The Final Destination e Bastardi senza gloria, con 11,2 milioni di dollari. Il film alla fine ha incassato 33,8 milioni di dollari sul mercato mondiale.

### Critica
Il film ha ricevuto una reazione estremamente negativa da parte della critica. Rotten Tomatoes lo classifica 96º posto tra i 100 peggiori film del 2000 rivisto, con un tasso del 6%. Secondo un altro sito, Metacritic, che assegna un punteggio normalizzato su 100 recensioni da parte della critica tradizionale, il film ha ricevuto un punteggio medio del 17%, sulla base di 25 recensioni.
- Razzie Awards
  - 2010: Vinto - Peggiore attrice a Sandra Bullock
  - 2010: Vinto - Peggior coppia a Sandra Bullock e Bradley Cooper
  - 2010: Nomination - Peggior regista a Phil Trail
  - 2010: Nomination - Peggior film
  - 2010: Nomination - Peggior sceneggiatura

Sandra Bullock ha ritirato il premio per la peggior attrice, consegnando una copia di A Proposito di Steve ad ogni membro del pubblico e promettendo di tornare l'anno successivo, a patto che tutti guardassero il film e considerassero se fosse "Veramente la peggiore performance."
Sandra Bullock ha vinto un Oscar alla miglior attrice per The Blind Side il giorno dopo, diventando così la prima persona a vincere un Oscar e un Razzie nello stesso anno.